# سانسیتومتری
سانسیتومتری دانش اندازه‌گیری میزان حساسیت مواد حساس به نور، به خصوص فیلم‌های عکاسی است. اساس این مطالعات توسط فردیناند هورتر و وئرو چارلز دری‌فیلد در حدود سالهای ۱۸۷۶ با اولین امولسیون‌های فیلم سیاه و سفید پایه‌گذاری شد. آنها مشخص که چگونه میزان متناسبی از ذرات نقره در اثر تابش میزان نور و زمان ظهور فیلم در یک جا جمع می‌شود (چگالی ذرات نقره در محل تابش نور با میزان نور نسبت مستقیم دارد).
در آزمایش سانسیتومتری، ماده حساس مورد نظر در برابر یک سلسله نوردهی معین قرار می‌گیرد و سپس در شرایط کنترل شده و استاندارد ظهور و ثابت می‌شود. پس از این مرحله، نمونه در دانسیتومتر (چگال سنج) مورد بررسی قرار می‌گیرد و دانسیته آن سنجیده می‌شود. از روی نتایج بدست آمده منحنی مشخصه را رسم می‌کنند.
منحنی بر مبنای لگاریتم نوردهی، تغییرات چگالی را نشان می‌دهد و در نهایت چگونگی واکنش ماده حساس را نسبت به نوردهی و ظهور و ثبوت نشان می‌دهد.

## منحنی
عموماً منحنی‌های مختصات، به ما نشان می‌دهند که در برابر مقادیر مختلف و متغیری که در پله‌های متوالی به فیلم نور می‌دهیم، چه مقدار سیاهی به وجود می‌آید و نسبت افزایش این درجات خاکستری چقدر است.
اگر بگذاریم تا یک شعاع نور به عنوان نور اولیه با شدت I۱ به فیلمی برخورد کند که میزان سیاهی یا دانسیته آن برابر با D است، شدت نور اولیه تا میزان I۲ کاهش خواهد یافت، که به آن، نور ثانوی می‌گوییم.
هنگامی که نور ثانوی یک دهم نور اولیه باشد، می‌گوییم دانسیته فیلم برابر یک است.
D=log I۱/I۲
بنابراین دانسیته، از لگاریتم گرفتن تیرگی یا سیاهی به دست می‌آید و تیرگی یا سیاهی از تقسیم نور تابیده بر نور عبور کرده به دست می‌آید.
این منحنی‌ها دارای پنج قسمت هستند:

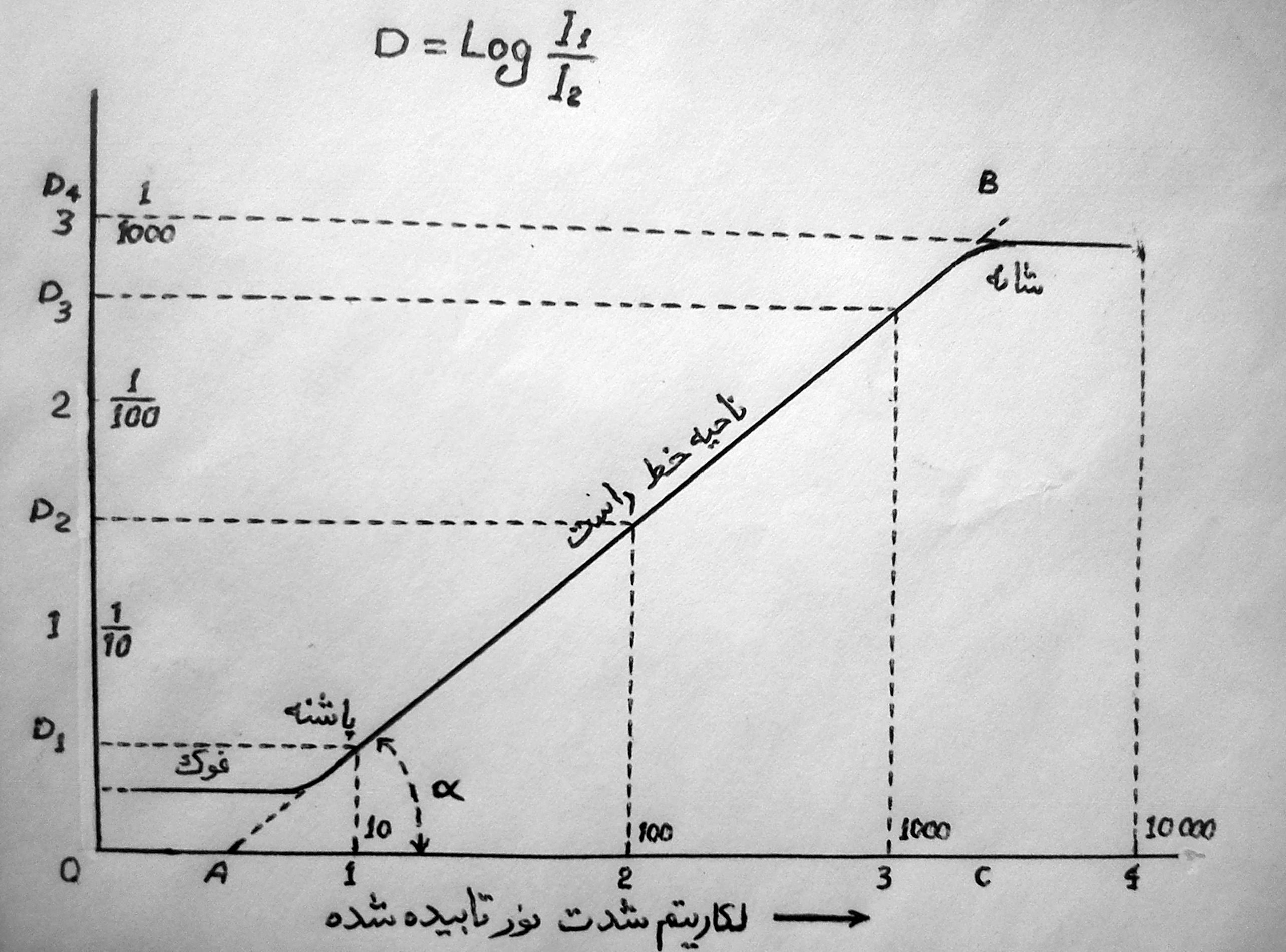
منحنی سانسیتومتری

1. فوک یا خفکی
2. پاشنه
3. شیب پاشنه
4. ناحیه خط راست
5. شانه.